# Raadhuis van Hilversum
Het Raadhuis van Hilversum is het gemeentehuis van de gemeente Hilversum. Dit rijksmonument is gebouwd naar een ontwerp van de toenmalige stadsarchitect en directeur van de dienst publieke werken van de gemeente, Willem Marinus Dudok. Het werd gebouwd in de periode 1928-1931 en wordt beschouwd als Dudoks belangrijkste werk. Volgens de vakliteratuur heeft Dudok zichzelf na deze schepping nooit meer overtroffen, al heeft hij wel enkele gebouwen ontworpen die evenzeer bewonderd worden. Deze zijn vrijwel altijd gebouwd op een kleinere schaal. Het gebouw geniet ook internationaal grote bekendheid en waardering en trekt al tientallen jaren bezoekers uit het buitenland.

## Ontwerp
Het gebouw is opgetrokken uit gele baksteen in kettingverband met verdiepte voeg, naar specificaties van Dudok en in een afwijkende maat. Het staat in een parkachtige villawijk uit de jaren 1880-1900 aan de rand van het centrum. In het gebouw, met de klokkentoren en twee binnenplaatsen, is duidelijk het idee van een middeleeuws raadhuis terug te zien. Het gebouw heeft van buiten een strenge, bijna militaristische uitstraling. Dit komt waarschijnlijk doordat Dudok oorspronkelijk alleen militaire bouwwerken ontwierp. Van binnen is het ruim opgezet en licht. Het interieur (voornamelijk vervaardigd uit tegels, marmer en hout) en de meubels en decoraties zijn ook ontworpen door Dudok.

## Geschiedenis
In de Tweede Wereldoorlog was dit het hoofdkwartier van de Wehrmacht in Nederland. Het stadhuis was toen (tijdelijk) verplaatst naar een ander bekend gebouw, namelijk Grand Hotel Gooiland. De toren was in die tijd gehuld in camouflagemateriaal.
Het carillon van de toren was van vóór 1940 tot in de jaren zestig elk uur live te horen op de radiozenders van de publieke omroep. De wekkering komt uit O Nederland! let op u saeck.
Het Raadhuis van Hilversum heeft in de periode 1989-1995 een ingrijpende restauratie ondergaan en is weer in volle glorie hersteld. Bij de restauratie werden zowel externe als interne facetten hersteld. Zo is veel van het meubilair in publieke ruimten uitgevoerd in authentieke stijl (Gispen buismeubelen e.d.) en werden alle oorspronkelijke kleuren weer aangebracht. De restauratie, uitgevoerd onder leiding van Van Hoogevest Architecten, is bekroond met de Europa Nostra Award. De restauratie kostte echter onverwacht veel, doordat deze jarenlang was uitgesteld.

## Wetenswaardigheden
In Madurodam staat een schaalmodel van het raadhuis. Het raadhuis is gebouwd op de grond van het voormalige landgoed "Witten Hull" dat voor de bouw door de gemeente werd gekocht. Het Oude Raadhuis van Hilversum bevindt zich aan de Kerkbrink 6. Het huisvest het Museum Hilversum.

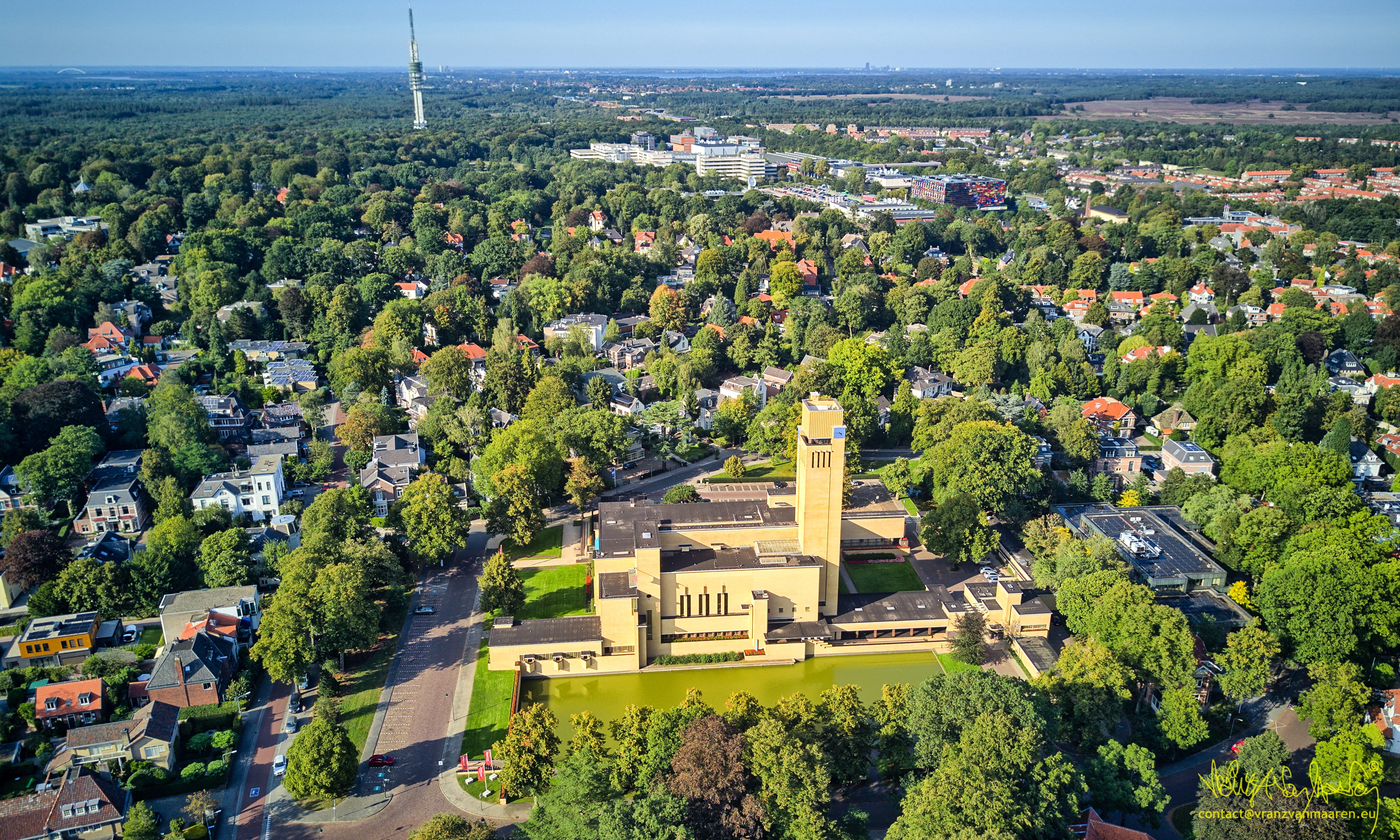
Raadhuis & Media Park, Hilversum (2020)
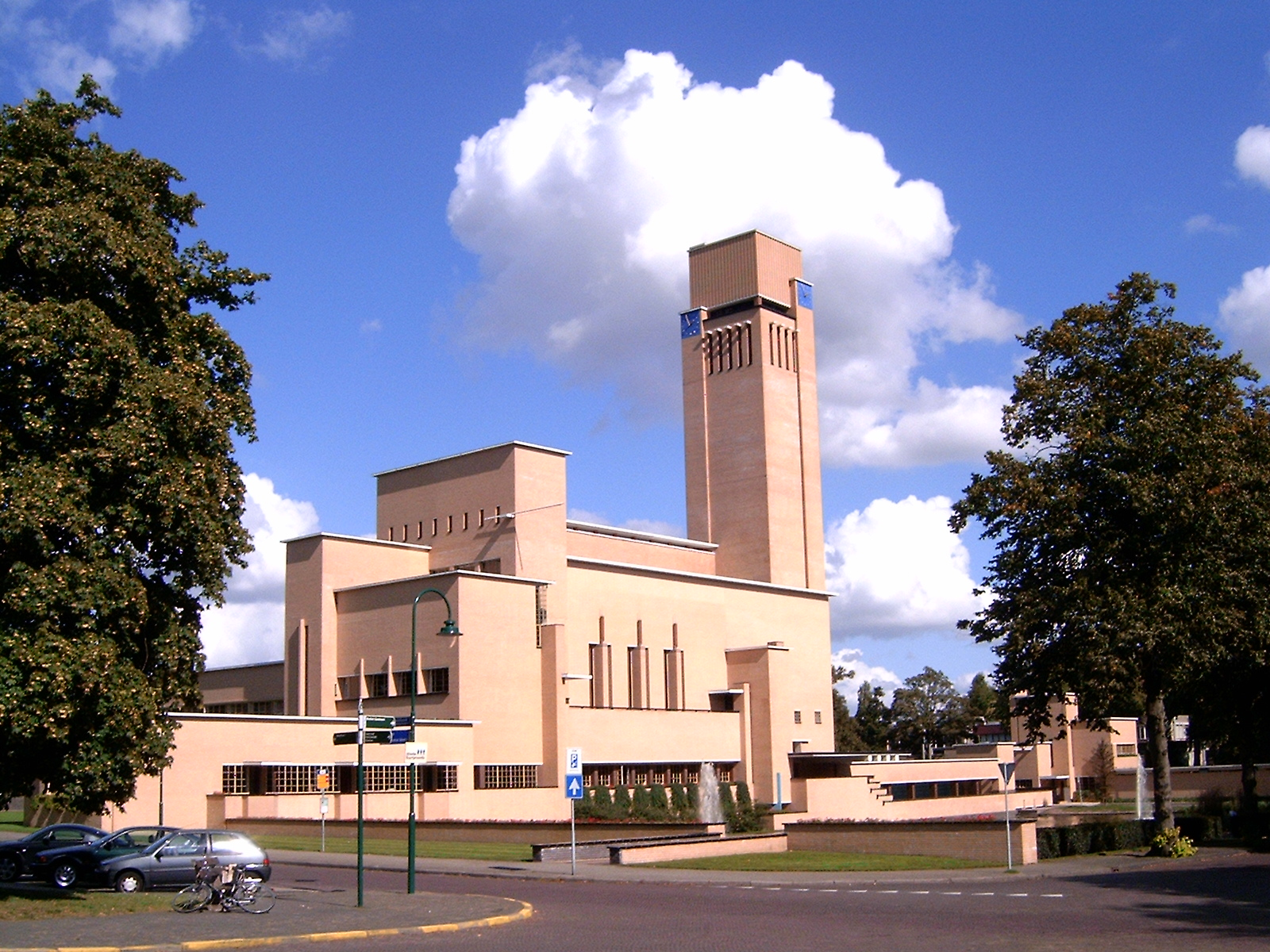
vanuit het zuidoosten (2007)
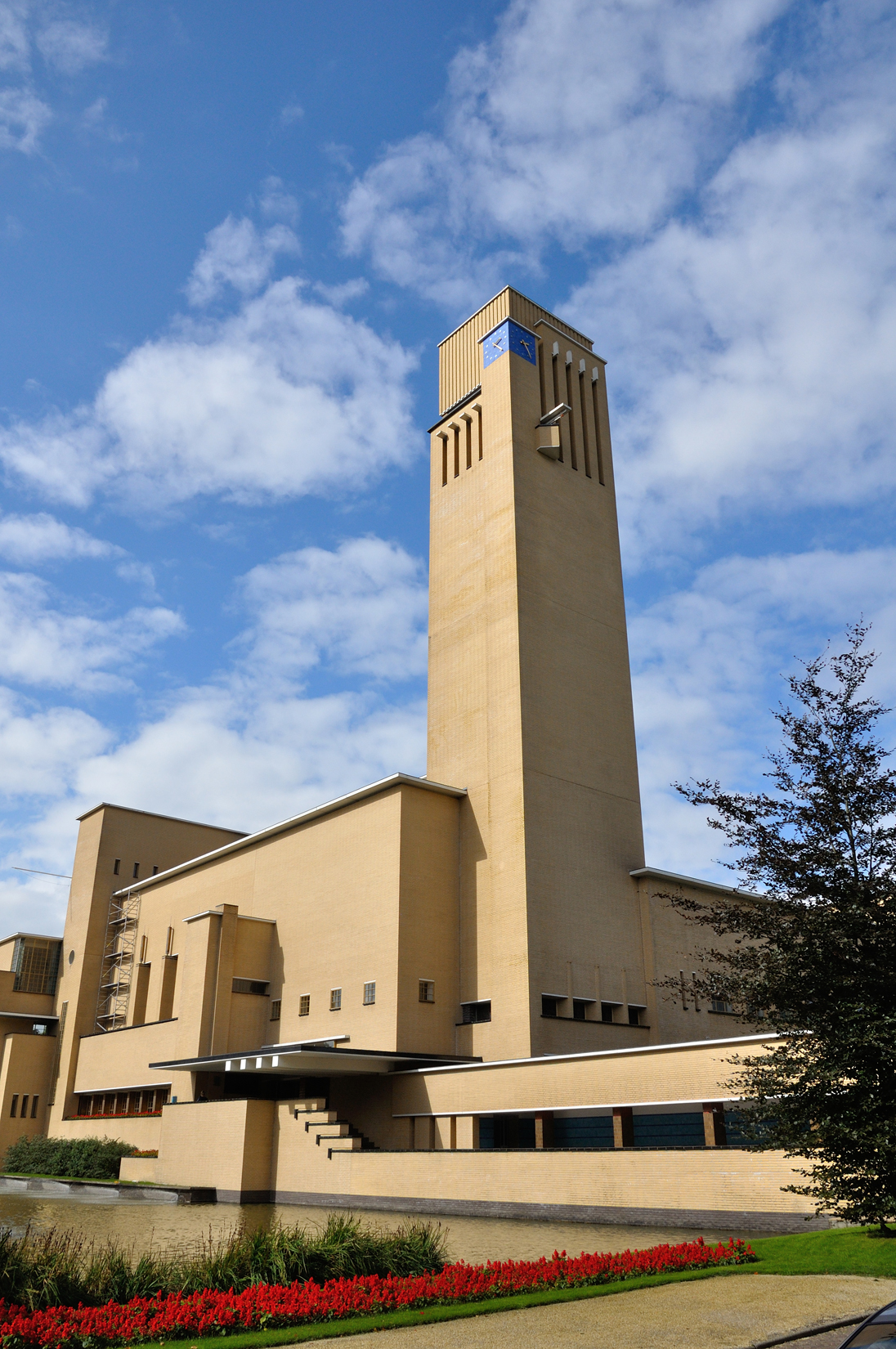
Raadhuis zuidkant
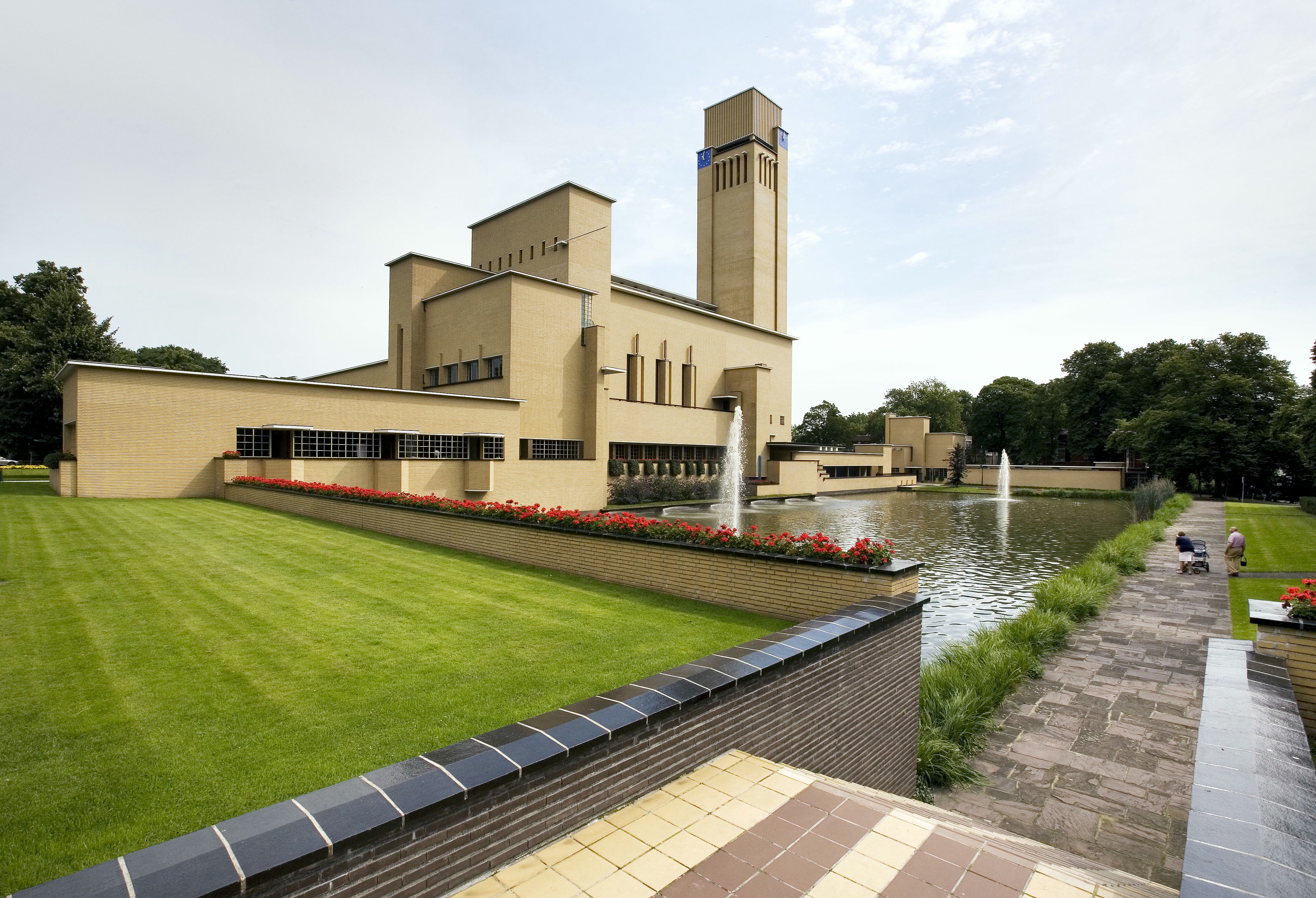
Voorzijde Raadhuis
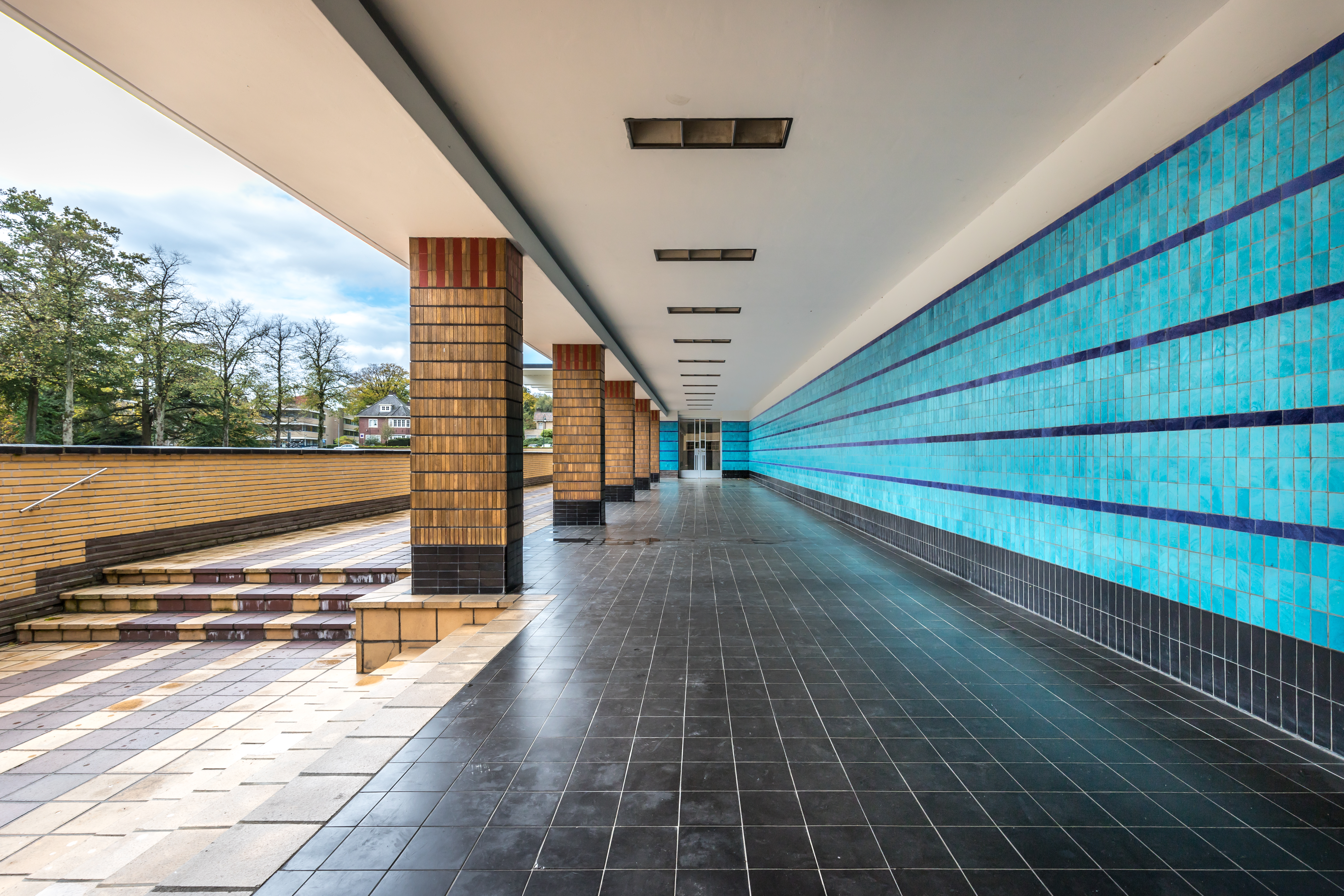
Hoofdingang
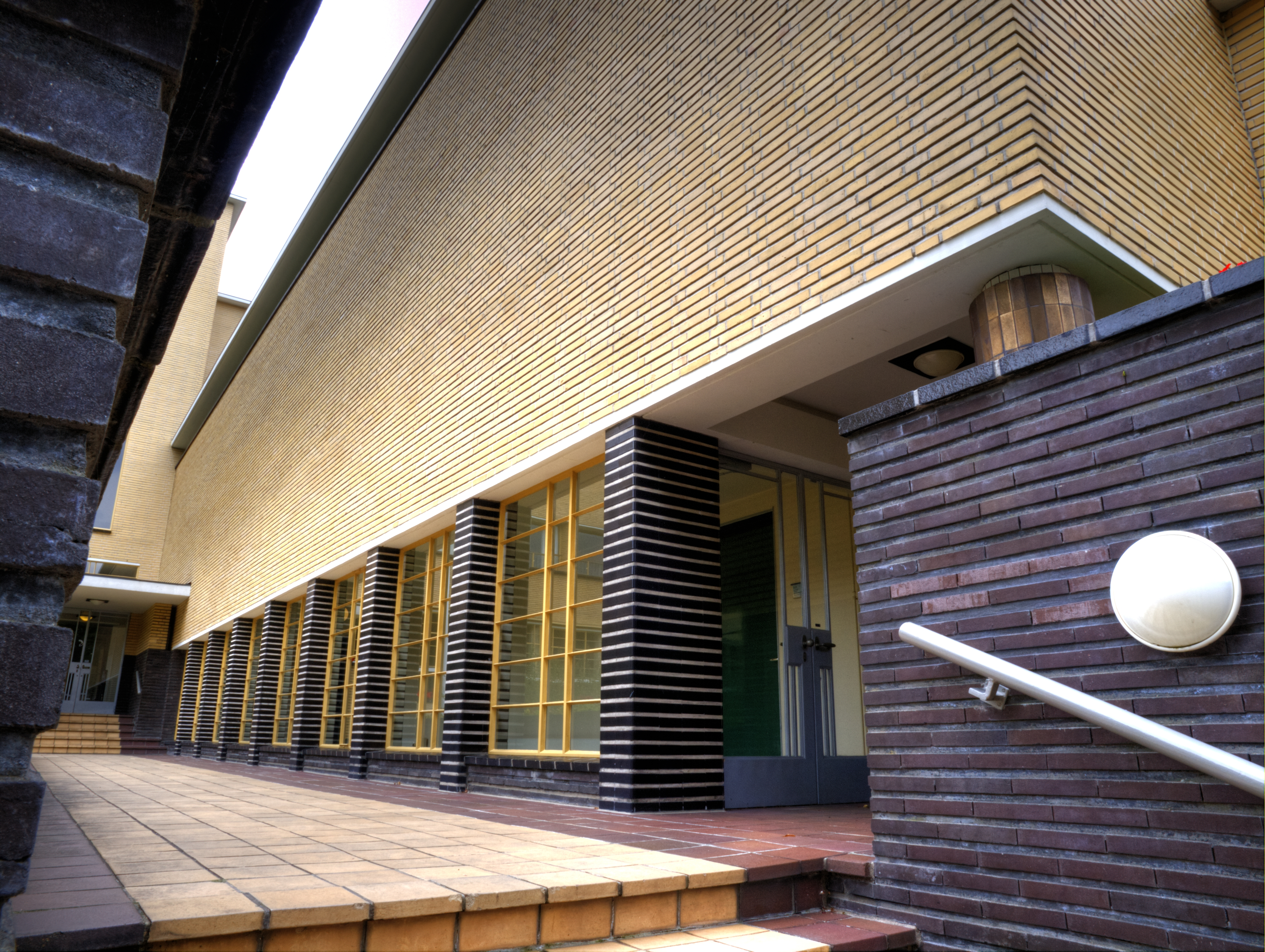
Dienstingang
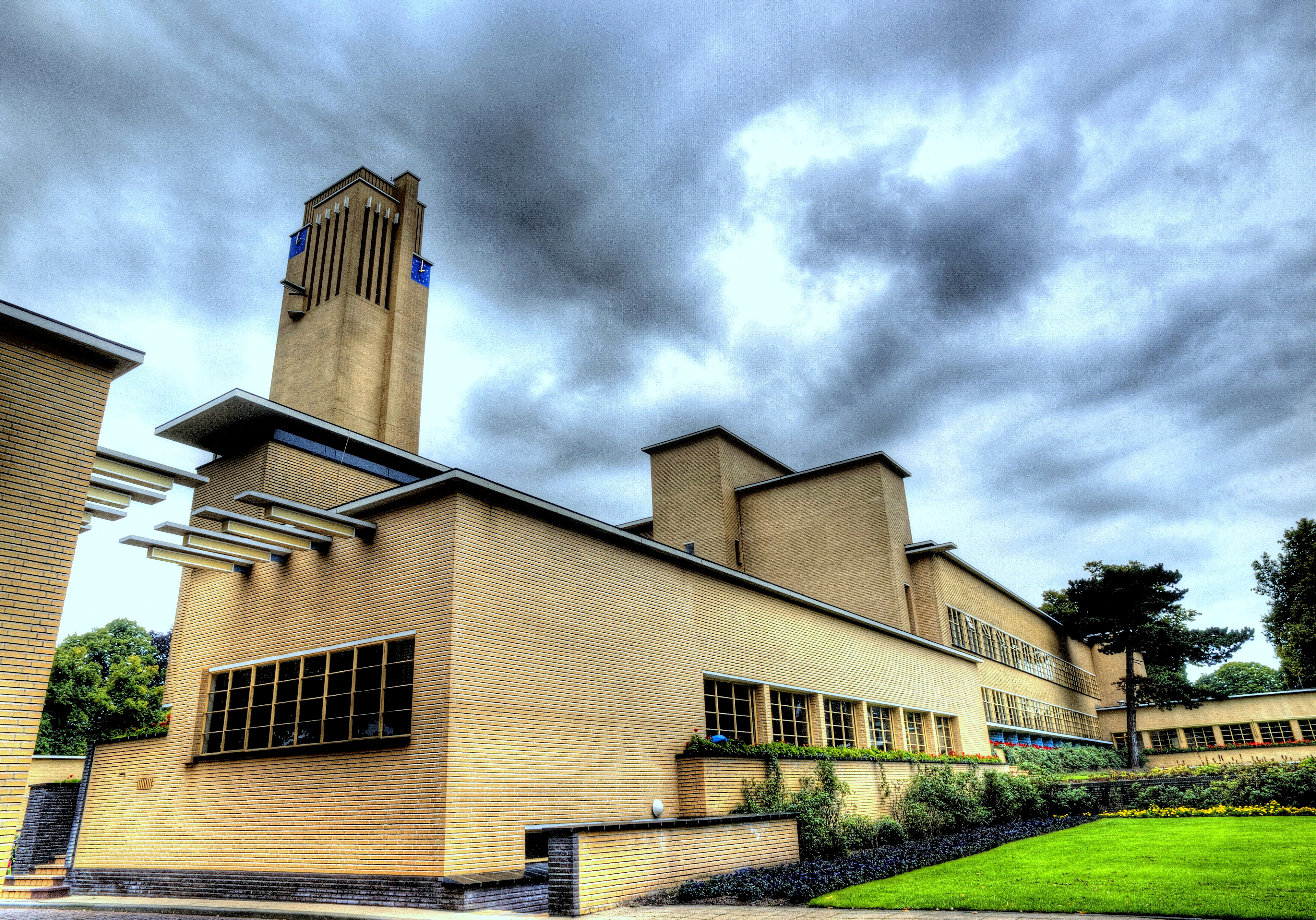
Achterzijde met doorgang naar de grote binnenplaats
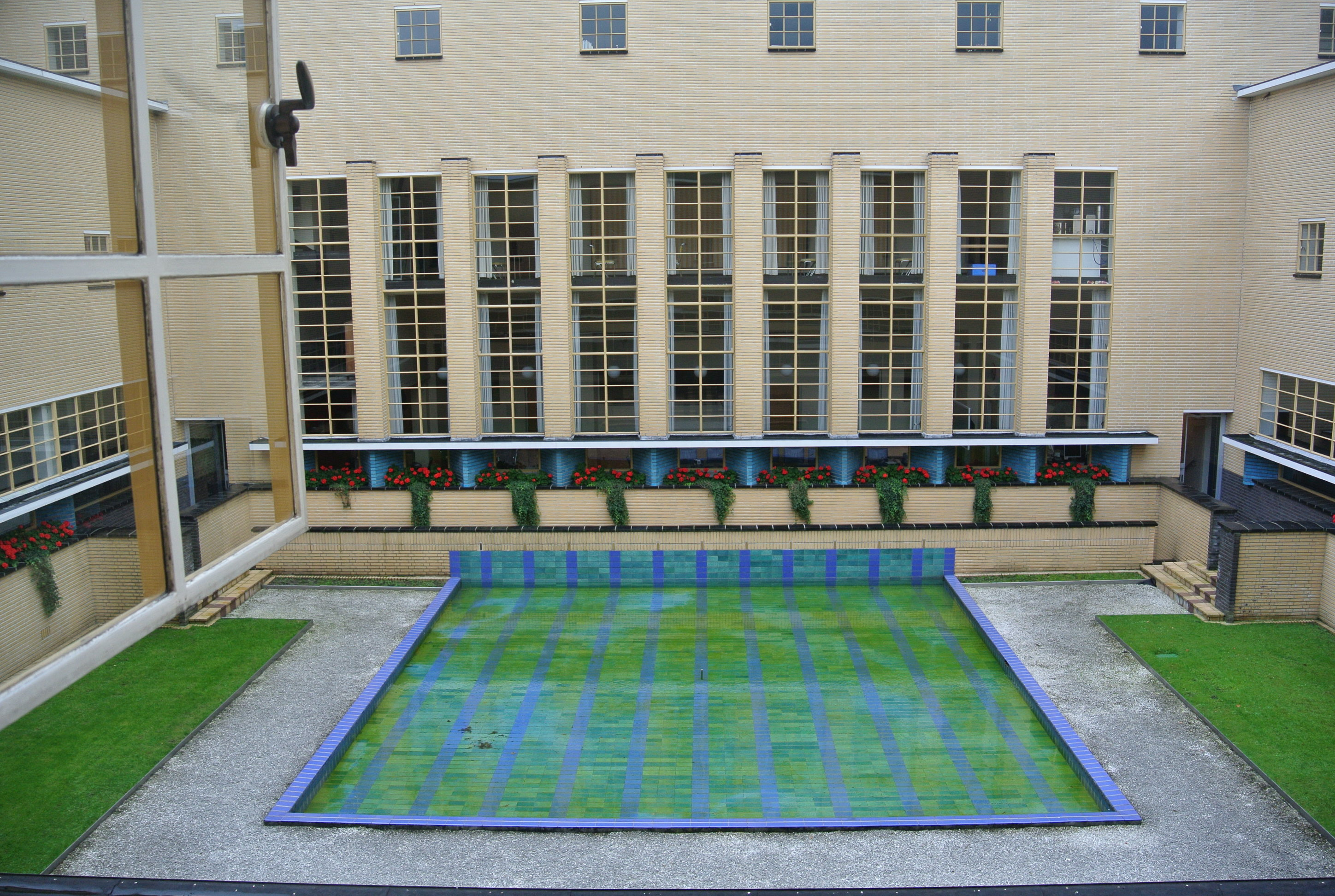
De kleine binnenplaats met vijver
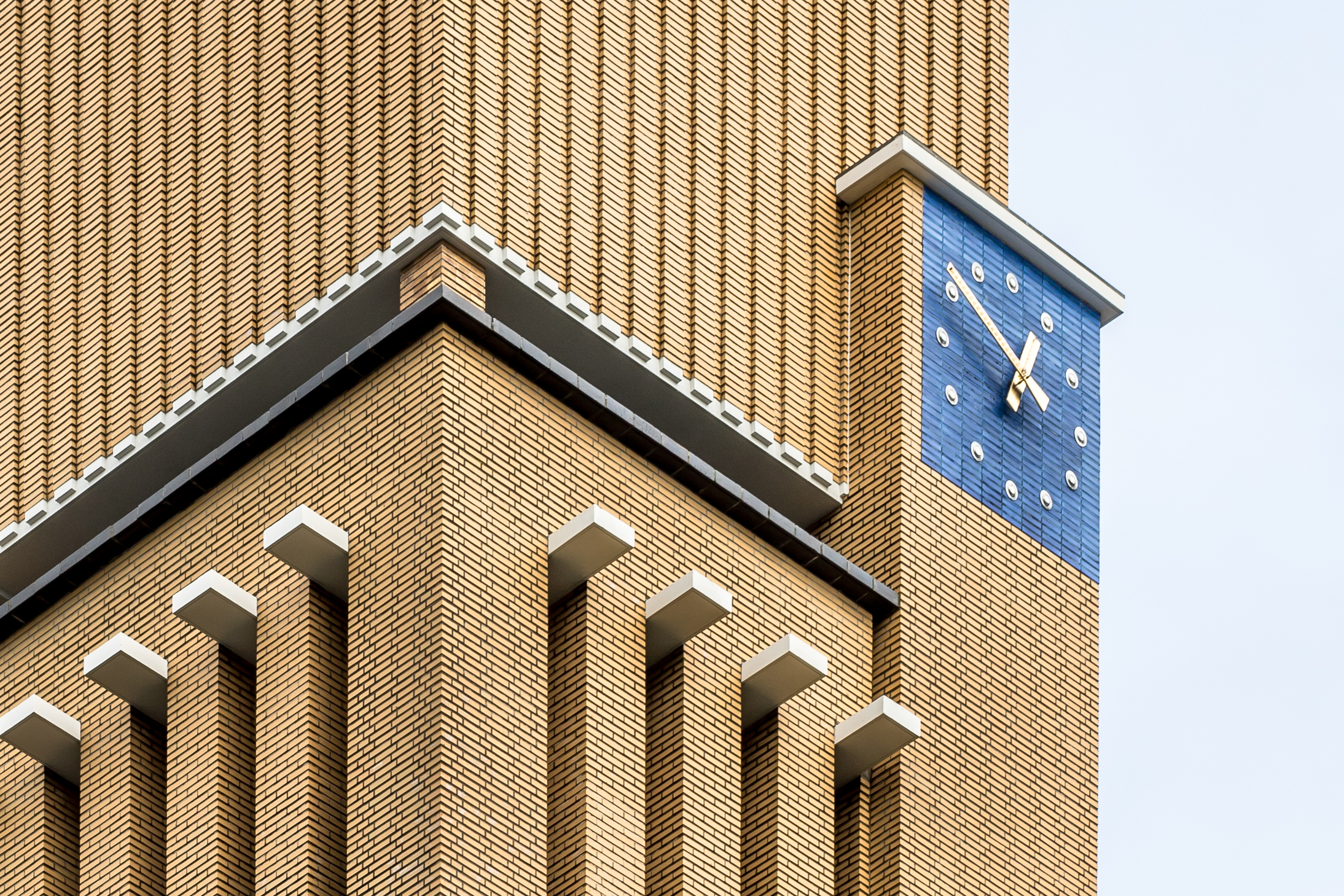
De klok op de toren
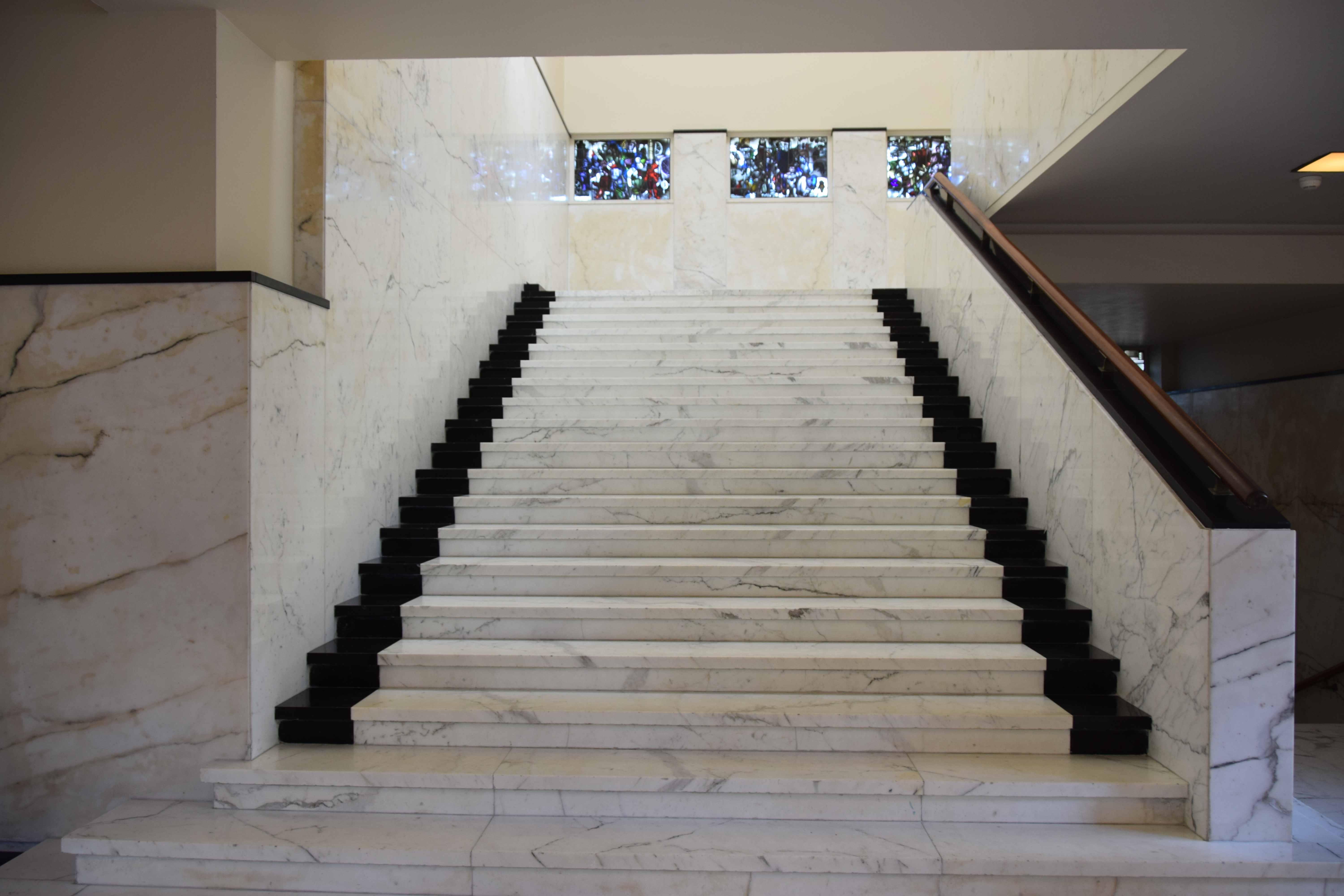
Trappenhuis met op de overloop glas in loodramen
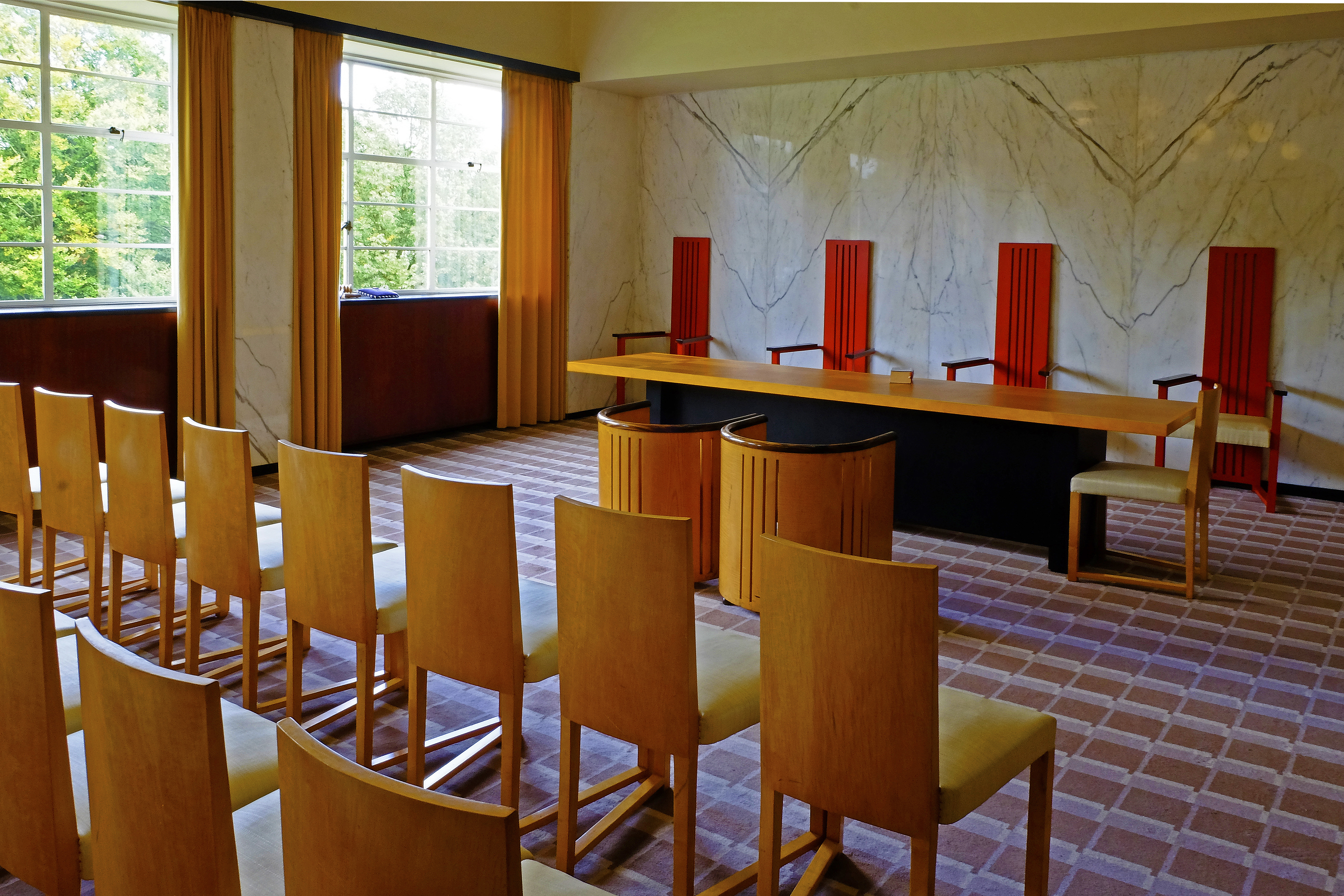
De trouwzaal
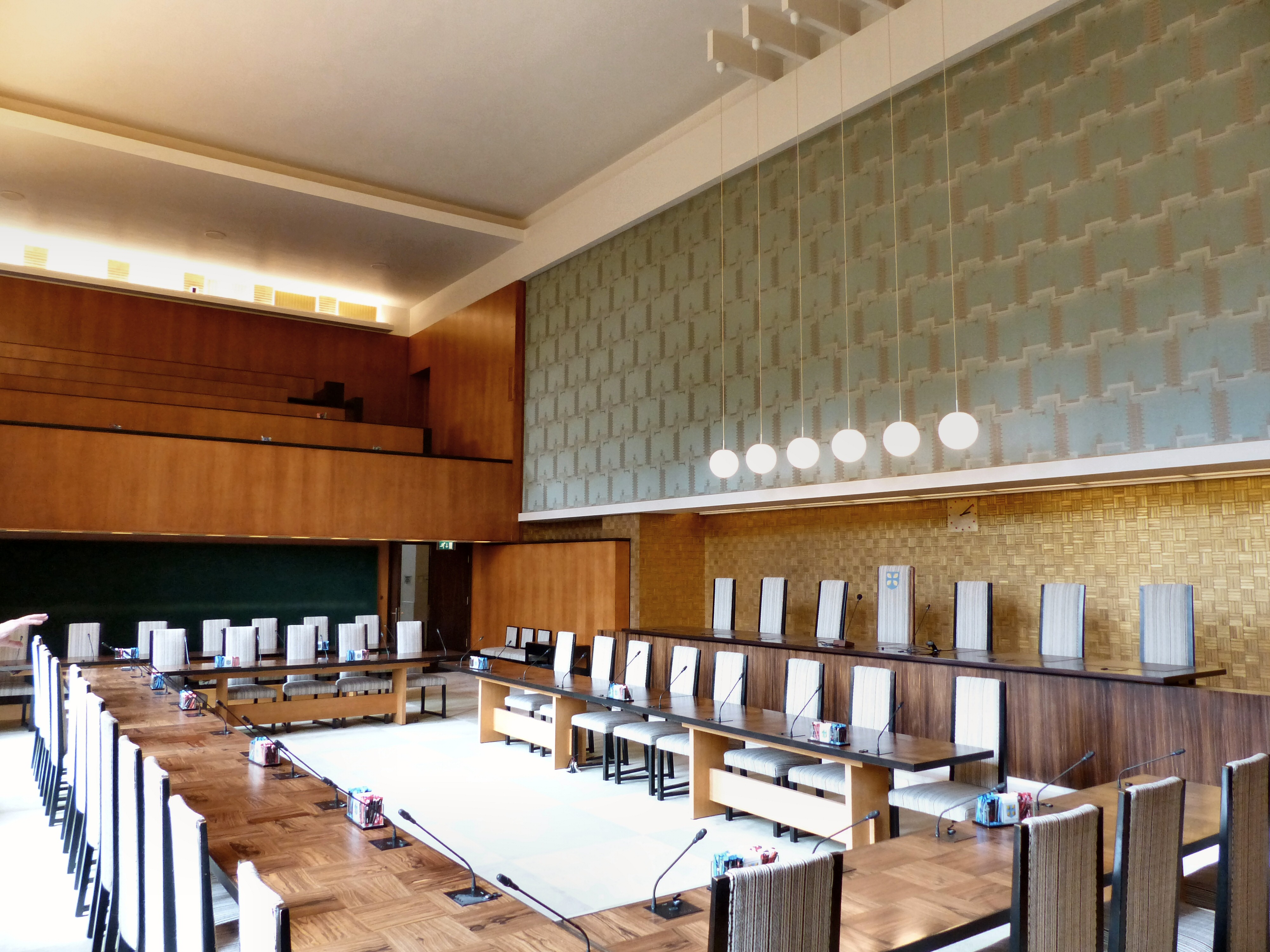
De raadzaal
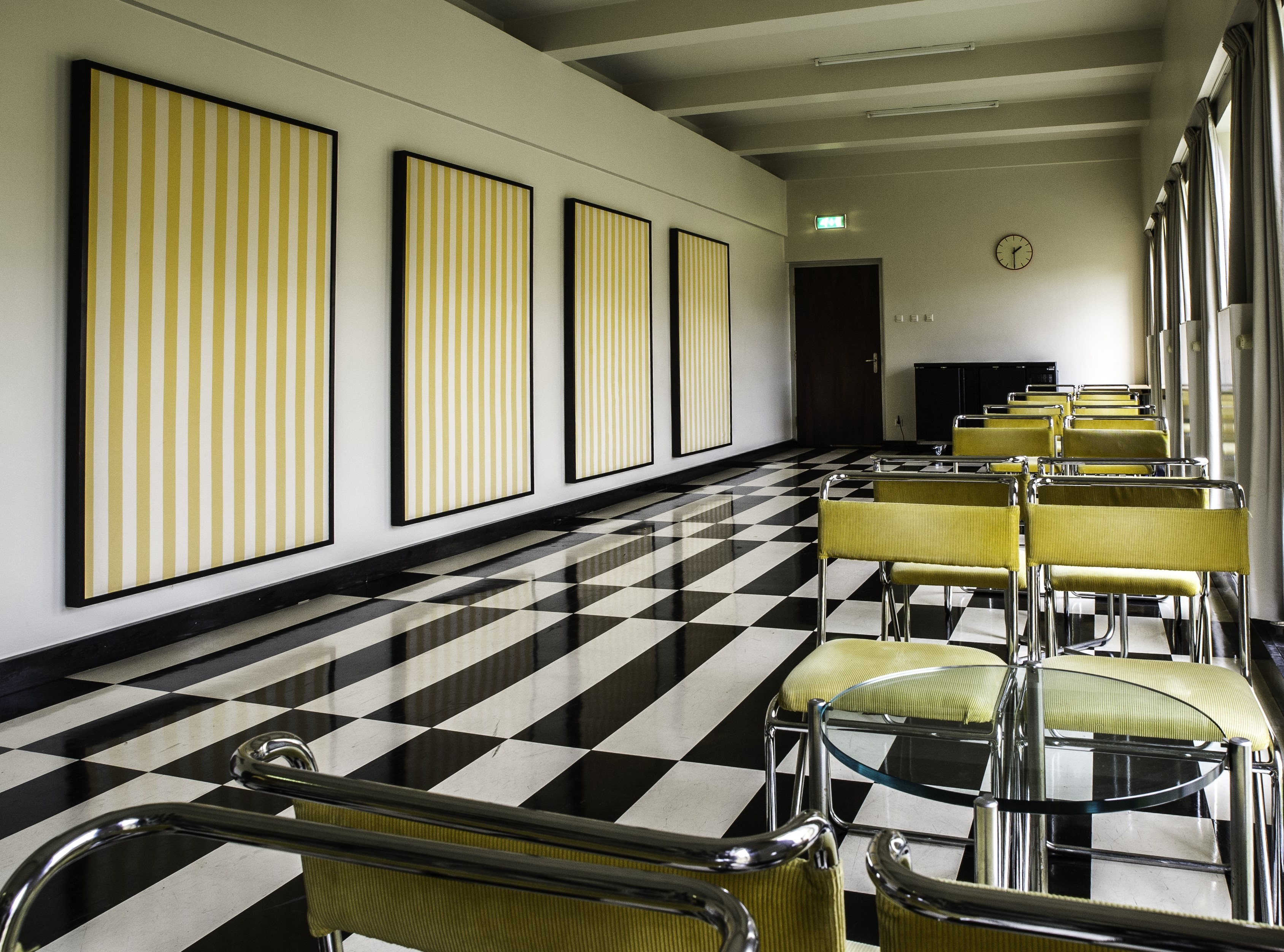
De koffiekamer
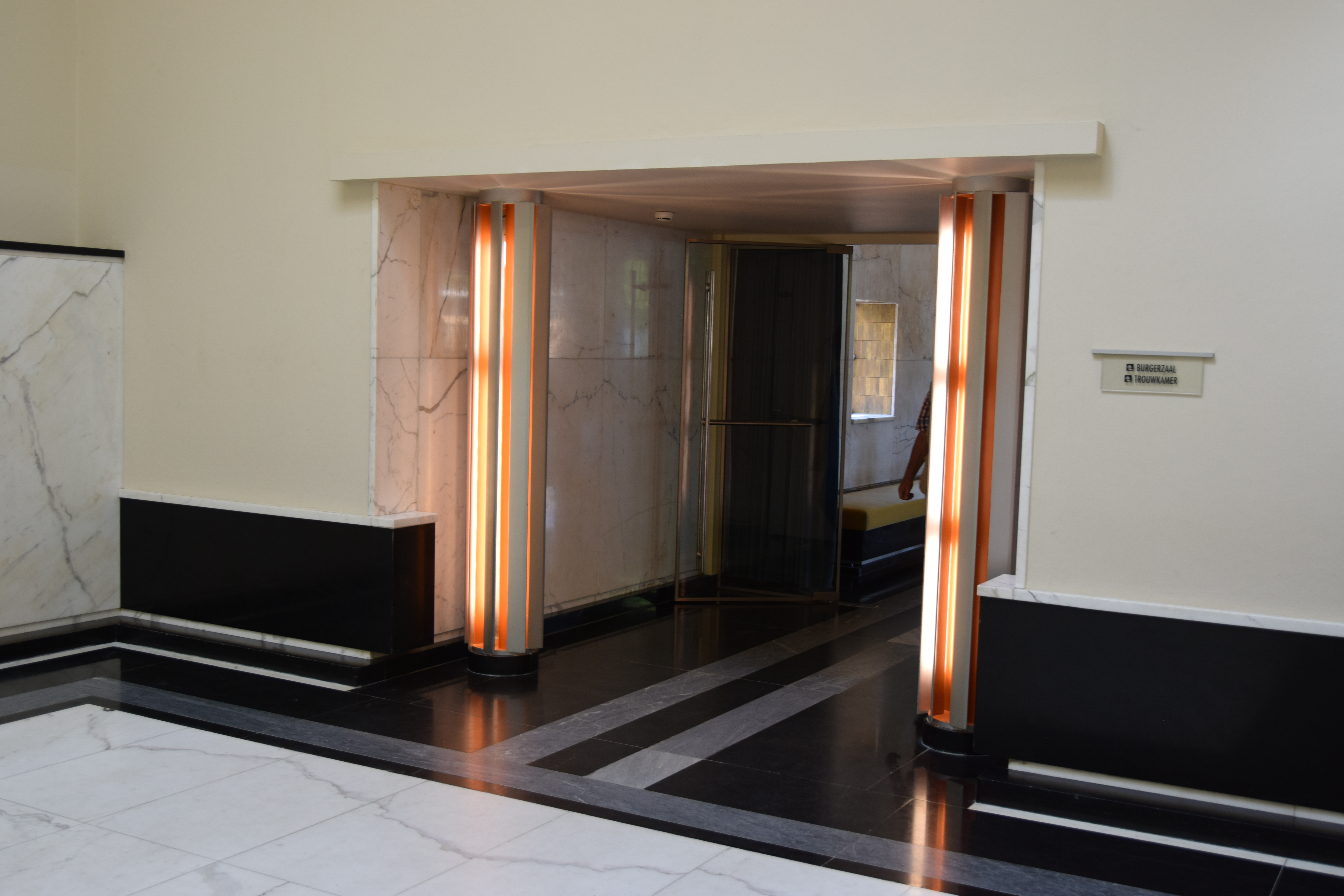
Doorgang naar de burgerzaal
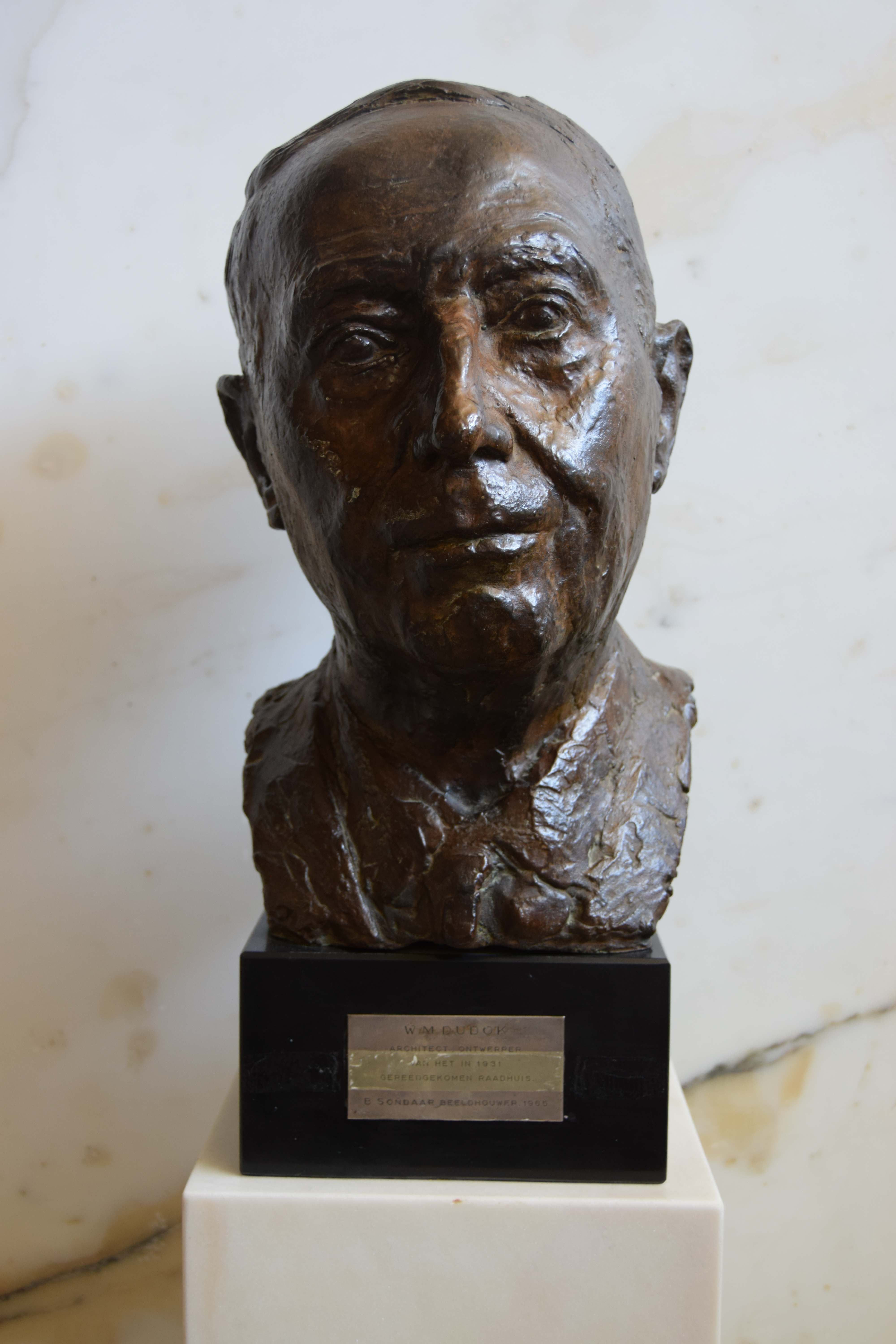
Buste van Dudok